# يون سانغ جيونغ
يون سانغ جيونغ (بالكورية: 윤상정)‏ هي ممثلة كورية جنوبية. ولدت يوم 17 يناير 1998 في كوريا الجنوبية.

## روابط خارجية
- يون سانغ جيونغ على موقع IMDb (الإنجليزية)
- يون سانغ جيونغ على موقع قاعدة بيانات الفيلم (الإنجليزية)